# Asesinato de Blaze Bernstein
El 10 de enero, de 2018 Blaze Bernstein, un estudiante de segundo año de la Universidad de Pensilvania, de 19 años, fue encontrado muerto en un parque en el condado de Orange, California, ocho días después de haber sido reportado como desaparecido. Estaba visitando a su familia en Lake Forest, California, cuando lo mataron. Había sido apuñalado veinte veces. Dos días después, Samuel Woodward, uno de los excompañeros de secundaria de Bernstein y miembro del grupo terrorista neonazi Atomwaffen Division, fue arrestado y acusado de asesinar a Bernstein. Como Bernstein era abiertamente homosexual y judío, las autoridades declararon que Bernstein fue víctima de un crimen de odio. Cinco muertes tenían vínculos con la División Atomwaffen durante ocho meses desde 2017 hasta principios de 2018.

## Blaze Bernstein
Bernstein nació el 27 de abril de 1998 en el sur del, California, hijo de Gideon Bernstein, socio de capital de Leisure Capital Management, y Jeanne Pepper, ex abogada que se retiró de la abogacía en 2000 para criar a sus tres hijos. Después de completar la escuela secundaria en la Escuela de Artes del Condado de Orange, Blaze se matriculó como estudiante en la Universidad de Pensilvania.

## Procedimientos legales
El juez presidente inicialmente acusó a Woodward de asesinato y uso personal de un arma mortal. En agosto de 2018, se agregaron dos cargos por cometer un crimen de odio por la orientación sexual de Bernstein. Woodward, quien ha sido relacionado con el asesinato por evidencia de ADN, se declaró inocente. En enero de 2019 se celebró una audiencia previa al juicio.
El abogado de Woodward declaró que Woodward tiene síndrome de Asperger y problemas relacionados con su propia identidad sexual.
Woodward, que tenía 20 años en el momento del crimen, enfrenta una sentencia de cadena perpetua sin libertad condicional si es declarado culpable. Inicialmente se había enfrentado a una sentencia máxima de 26 años de prisión por los cargos de asesinato y armas, antes de que se le añadieran las mejoras por delitos de odio. La fianza de Woodward se fijó inicialmente en $ 5 millones, pero en la audiencia de noviembre de 2018, el juez decidió negarle la fianza a Woodward por completo y lo devolvió a la custodia en espera de juicio.
Debido a la crisis del COVID, Woodward ha permanecido en confinamiento desde su última comparecencia ante el tribunal en 2018. Su juicio estaba programado tentativamente para comenzar en algún momento de 2021, aunque una serie de aplazamientos lo retrasó hasta el 15 de julio de 2022.
No fue hasta el 15 de julio de 2022,un juez del condado de Orange suspendió temporalmente el proceso penal después de que la abogada defensora de Woodward dijera que le preocupaba su capacidad para ser juzgado. A fines de octubre de 2022, los expertos en salud mental consideraron que Woodward era competente y se programó una audiencia previa al juicio para enero de 2023.